# Detlef Uibel
Detlef Uibel (Guben, Brandenburg, 24 d'abril de 1959) va ser un ciclista alemany que va representar l'Alemanya de l'Est. Va competir com amateur i es va especialitzar en el ciclisme en pista. Del seu palmarès destaquen la medalla de bronze al Campionat del món de velocitat 1981, per darrere del soviètic Serguei Kopílov i del seu compatriota Lutz Hesslich.
Ha estat casat amb les també esportistes Birgit Uibel-Sonntag i Annett Neumann.

## Palmarès
- 1985
  - Campió de l'Alemanya de l'Est en Quilòmetre